# Neotheronia oxyodus
Neotheronia oxyodus är en stekelart som beskrevs av Krieger 1905. Neotheronia oxyodus ingår i släktet Neotheronia och familjen brokparasitsteklar. Inga underarter finns listade i Catalogue of Life.